# 尚慎
尚慎（1826年3月23日（道光六年二月十五日）—1862年2月18日（同治元年正月二十日）），和名玉川王子朝達，童名思加那金，號名寬，琉球國第二尚氏王朝王子。玉川御殿十四世。
尚慎是尚灝王的第七子，為仲西阿護母志良禮（元氏慈雲）所生，後過繼給仲里按司朝慶當養子。朝慶死後，繼承玉川御殿家督之位，授兼城間切總地頭職，稱玉川王子。
道光三十年（1850年），尚泰王繼位後，尚慎以謝恩正使的身份，與向元模（野村親方朝宜）一起上江戶，翌年歸國。咸豐五年（1855年），奉命出使薩摩藩，慶祝島津齊興退隱、島津齊彬繼任藩主。
在咸豐九年（1859年）的牧志恩河事件中，有流言稱親薩摩派的日帳主取向永功（牧志親雲上朝忠）、度支官向汝霖（恩河親方朝恆）、三司官馬克承（小祿親方良忠）陰謀廢黜尚泰王、擁立尚慎即位。這使尚泰王大為震驚，最終決定對親薩摩派進行清洗。負責審判的糾明奉行尚健（伊江王子朝直）原本想要將他逮捕審問，國師東國興（津波古親方政正）通過王太妃元貞向尚泰王說請，使他免於下獄，但被傳喚上殿詰問。尚慎被認定為陰謀篡位之罪，罷免一切官職並禁止參政，勒令蟄居於家中。
同治元年正月二十日（1862年2月18日）卒，享年三十七歲。葬於天久之墓。